# Coppa Intercontinentale 1960
La Coppa Intercontinentale 1960 è stata la prima edizione del trofeo riservato alle squadre vincitrici della Coppa dei Campioni e della Coppa Libertadores.

## Avvenimenti
La prima Intercontinentale si svolse in due incontri a due mesi di distanza l'uno dall'altro. La prima partita ebbe luogo il 3 luglio al Centenario di Montevideo, ma le condizioni meteorologiche furono avverse: il campo, dopo un violento temporale, era ai limiti della praticabilità e la partita risultò scarsamente spettacolare. Il ritorno, in programma al Bernabéu di Madrid, fu trasmesso in diretta televisiva, e gli ascolti registrarono circa 150.000.000 di spettatori in tutto il mondo. La gara, altamente spettacolare a differenza dell'andata, fu dominata dal Real Madrid, che nei primi dieci minuti si portò in vantaggio di tre reti grazie a Puskás (2) e di Stéfano (1); il risultato finale fu di 5-1 per gli iberici, che si aggiudicarono così il trofeo per la prima volta. Nel 2017, la FIFA ha equiparato i titoli della Coppa del mondo per club e della Coppa Intercontinentale, riconoscendo a posteriori anche i vincitori dell'Intercontinentale come detentori del titolo ufficiale di "campione del mondo FIFA", inizialmente attribuito soltanto ai vincitori della Coppa del mondo per club.

## Tabellino

### Andata
| Montevideo 3 luglio 1960, ore 19:30 | Peñarol        | 0 – 0 referto | Real Madrid | Stadio del Centenario (71.872 spett.)\| Arbitro: \| José Praddaude \| |
| Arbitro:                            | José Praddaude |               |             |                                                                       |

| Peñarol | Real Madrid |

| Peñarol         |  |                  |
|                 |  |                  |
| P               |  | Luis Maidana     |
| D               |  | Santiago Pino    |
| D               |  | William Martínez |
| C               |  | Walter Aguerre   |
| C               |  | Néstor Gonçalves |
| C               |  | Salvador         |
| A               |  | Luis Cubilla     |
| A               |  | Carlos Linazza   |
| A               |  | Juan Hohberg     |
| A               |  | Alberto Spencer  |
| A               |  | Carlos Borges    |
| Allenatore:     |  |                  |
| Roberto Scarone |  |                  |

| Real Madrid  |  |                    |
|              |  |                    |
| P            |  | Rogelio Domínguez  |
| D            |  | José Santamaría    |
| D            |  | Marquitos          |
| C            |  | Pachín             |
| C            |  | José María Zárraga |
| C            |  | José María Vidal   |
| A            |  | Luis del Sol       |
| A            |  | Canário            |
| A            |  | Alfredo Di Stéfano |
| A            |  | Ferenc Puskás      |
| A            |  | Manolín            |
| Allenatore:  |  |                    |
| Miguel Muñoz |  |                    |

|  |

### Ritorno
| Arbitro: | Kenneth Aston |

|                                                   |           |             |
| Puskás 2’, 8’ Di Stéfano 3’ Herrera 40’ Gento 54’ | Marcatori | 80’ Spencer |

| Real Madrid | Peñarol |

| Real Madrid  |  |                    |
|              |  |                    |
| P            |  | Rogelio Domínguez  |
| D            |  | José Santamaría    |
| D            |  | Marquitos          |
| C            |  | Pachín             |
| C            |  | José María Zárraga |
| C            |  | José María Vidal   |
| A            |  | Luis del Sol       |
| A            |  | Chus Herrera       |
| A            |  | Alfredo Di Stéfano |
| A            |  | Ferenc Puskás      |
| A            |  | Francisco Gento    |
| Allenatore:  |  |                    |
| Miguel Muñoz |  |                    |

| Peñarol         |  |                    |
|                 |  |                    |
| P               |  | Luis Maidana       |
| D               |  | Santiago Pino      |
| D               |  | William Martínez   |
| C               |  | Walter Aguerre     |
| C               |  | Francisco Majewski |
| C               |  | Salvador           |
| A               |  | Luis Cubilla       |
| A               |  | Carlos Linazza     |
| A               |  | Juan Hohberg       |
| A               |  | Alberto Spencer    |
| A               |  | Carlos Borges      |
| Allenatore:     |  |                    |
| Roberto Scarone |  |                    |

|  |